# 鄧恂
鄧恂（14世紀—15世紀），字性善，南直隸安慶府宿松縣人，明朝政治人物。

## 生平
鄧恂為人沈著寡言笑，是永樂九年（1411年）辛卯科應天鄉試舉人，授葉縣知縣，為政廉恕而寬平，因母親逝世回鄉，數百縣民到官府請求讓他奪情留任，服闋後調南陽知縣，再轉內鄉知縣，內鄉位處偏僻山險，人民多欠稅賦，他示以誠信，設法徵收，貧者則用贖鍰代輸，其時工部左侍郎許廓巡撫河南，特以表彰其政績，不久他因病在任內去世，人們都覺得可惜，入祀名宦祠。

## 引用
1. 1 2  民國《宿松縣志·卷三十八·列傳三》：鄧恂，永樂辛卯舉人，沈毅寡言笑，令河南葉縣，公勤廉恕，民戴之如父母，丁內艱去，詣當道乞奪情者數百人，服闋除內鄉令，內鄉山險地僻多逋賦，恂示以誠信，十償五六，窘甚者以贖鍰代其輸，決獄興學，民咸德之，歿祀鄉賢。 府志 朱志 鄔志
2. ↑  光緒《葉縣志·卷七·名宦志》：鄧恂，字性善，南直隸宿松人，以監生起家，永樂間由葉令，厯知南陽、內鄉縣事，公廉勤敏、政尚寬平，敦本抑末，不喜矜張，逋賦久不完者，恂設法徵之，民不擾而事集，時侍郎許廓巡撫河南，榜其政績以示闔屬郡縣，未幾以疾卒於官，人咸惜之，祀名宦。
3. ↑  康熙《內鄉縣志·卷六·職官志》：鄧恂，字性善，宿松人，永樂辛卯舉人，宣德初知內鄉縣，內鄉山險地僻，賦役多不能辦，恂示以誠信，十償五六，貧窘甚者罰贖以代其輸，先知葉縣，公勤廉恕，民戴之如父母。